# Аристарх Солунски
Аристарх (на гръцки: Ἀρίσταρχος ο Θεσσαλονικεύς) е един от 70-те апостоли от Новия Завет, почитан като светец от православната и римокатолическата църква.

## Биография
Аристарх е македонец от Солун. Става ученик на апостол Павел и го придружава в пътуванията му. В 56 г. заедно с апостол Павел е в Ефес, където едва не пострадва заедно с друг ученик на Павел Гай при бунта на езичниците, поклонници на Артемида Ефеска:
| „ | И цял град [Ефес] се разбунтува; и като грабнаха Гаия и Аристарха, македонци, Павлови спътници, единодушно се втурнаха в зрелището. | “ |

След утихването на бунта Павел се връща от Гърция в Азия:
| „ | Придружаваха го до Асия Сосипатър Пиров, бериец, а от солунчани Аристарх и Секунд, Гаий от Дервия и Тимотей, и асийците Тихик и Трофим. | “ |

В „Деянията на Светите Апостоли“ не се казва кой е бил с Павел на връщане към Йерусалим. Йоан Златоуст предполага, че Аристарх е бил с него в Йерусалим и заедно с него е хванат от юдеите и го е съпровождал до Кесария и Рим.
Това отчасти се потвърждава от „Деянията“, в които в числото на затворниците, придружаващи Павел в Рим се споменава Аристарх:
| „ | Качихме се на един адрамитски кораб и тръгнахме, като щяхме да плуваме около асийските места. С нас беше Аристарх, македонец от Солун. | “ |

В „Посланието до колосяни“, писано в затвора, Павел нарича Аристарх „съкилийник“ (συναιχμάλωτός):
| „ | Поздравява ви Аристарх, който е затворен заедно с мене, и Марко, племенникът на Варнава... | “ |

А в „Послание до Филимон“ Павел го нарича „сътрудник“ (συνεργός), от което е видно, че Аристарх му е помагал в християнската проповед в Рим:
| „ | Поздравява те Епафрас, моят съпленник за Христа Иисуса, Марко, Аристарх, Димас, Лука – мои сътрудници. | “ |

Житието на апостол Аристарх го нарича епископ на Апамея, където Павелс се намира след връщането си от Йерусалим. Римският мартиролог го нарича епископ на Солун. Аристарх приема мъченическа смърт заедно с Павел в Рим при император Нерон – около 67 година.
В списъка на 70-те апостоли, приписван на Доротей Тирски, се споменават двама апостоли с името Аристарх: № 62 – „Аристарх, епископ Апамея“ и № 66 – „Аристарх друг“. В списъка на Адон Виенски също има двама Аристарховци (№ 63 и № 68). В службата за Светите Апостоли на 4 януари в служебния Миней се прославят двама апостоли под името Аристарх. Възможно е това разделение да се дължи на това, че по църковното предание единият е бил епископ на Апамея, а другият – на Солун и по причина на разделечеността на двата града Доротей Тирски е заключил, че са двама.
Аристарх син на Аристарх, политарх на Солун (39/38 BC?) може би е идентичен с Аристарх.